# 石川県立門前高等学校
石川県立門前高等学校（いしかわけんりつ もんぜんこうとうがっこう、英: Ishikawa Prefectural Monzen High School）は、石川県輪島市門前町広岡にある公立の高等学校。
輪島市立門前中学校と連携型中高一貫教育を行っている。

## 設置学科
- 普通科
  - キャリアコース

## 沿革
- 1948年（昭和23年）9月28日 - 石川県立輪島高等学校定時制課程門前分校として開校。
- 1962年（昭和37年）4月1日 - 石川県立門前高等学校として独立、新発足。
- 1998年（平成10年）5月20日 - 文部省より「中高一貫教育実践研究協力校」に指定される。
- 2000年（平成12年）4月1日 - 「中高一貫教育推進校」となる。
- 2001年（平成13年）4月 - 旧・門前町立門前中学校（現・輪島市立門前中学校）との中高一貫教育を開始。
- 2007年（平成19年）- 同年3月25日に発生した能登半島地震の被災地の高校として、この年の夏の甲子園の開会式において野球部主将が入場行進先導役を務める。
- 2024年（令和6年）1月1日 - 能登半島地震が発生。体育館が避難所となった[1]ことにより三学期の始業式が延期[2]。

## 教育方針
- 確かな学力を身に付け、個性や創造性に富む人間を育成する。
- 責任とモラルを重んじ、人を思いやる心豊かな人間を育成する。
- 健康や体力の増進に積極的に取り組む活力ある人間を育成する。
- ふるさとに誇りを持ち、広い視野に立って社会に貢献する人間を育成する。

## 部活動
- 運動部 - 陸上、野球、ソフトボール（女）、バレーボール（女）、ソフトテニス、バスケットボール、卓球
- 文化部 - 吹奏楽、茶道、芸術、家庭、ロボット

## 所在地
〒927-2193 石川県輪島市門前町広岡5-3

## 校歌
作詞：諸岡昭円、作曲：安藤芳亮

## アクセス
- のと里山海道・能越自動車道 穴水ICより20分
- 北鉄奥能登バス「門前総持寺前」停留所

## 著名な出身者
- 山下智茂 - 高校野球指導者（元星稜高校野球部監督）
- 松本直美 - ソフトボール選手（アトランタ五輪代表、シドニー五輪銀メダリスト）
- 大工谷真波 - ソフトボール選手
- 塩士暖 - プロ野球選手（福岡ソフトバンクホークス）
- 天津風征夫 - 大相撲力士（門前分校時代の卒業生）